# Корнедо Вичентино
Корнедо Вичентино је насеље у Италији у округу Виченца, региону Венето.
Према процени из 2011. у насељу је живело 7654 становника. Насеље се налази на надморској висини од 201 м.

## Становништво
| 1951. | 1961. | 1971. | 1981. | 1991. | 2001.  | 2011.  |
| ----- | ----- | ----- | ----- | ----- | ------ | ------ |
| 7.785 | 7.395 | 7.998 | 9.096 | 9.504 | 10.566 | 11.939 |